# Dannemare Sogn
Dannemare Sogn er et sogn i Lolland Vestre Provsti (Lolland-Falsters Stift).
I 1800-tallet var Tillitse Sogn anneks til Dannemare Sogn. Begge sogne hørte til Lollands Sønder Herred i Maribo Amt. Trods annekteringen var de to selvstændige sognekommuner. Ved kommunalreformen i 1970 blev både Dannemare og Tillitse indlemmet i Rudbjerg Kommune, der ved strukturreformen i 2007 indgik i Lolland Kommune.
I Dannemare Sogn ligger Dannemare Kirke.
I sognet findes følgende autoriserede stednavne:
- Amalieager (bebyggelse)
- Charlottenlund (bebyggelse)
- Dannemare (bebyggelse, ejerlav)
- Dannemare Enge (bebyggelse)
- Dannemare Høje (bebyggelse)
- Egebølle Høje (bebyggelse)
- Gyldenbjerg (bebyggelse)
- Husby (bebyggelse)
- Langholm (bebyggelse)
- Magleskov Huse (bebyggelse, ejerlav)
- Nørre Egebølle (bebyggelse, ejerlav)
- Sønder Egebølle (bebyggelse, ejerlav)